# Mark Boals
Mark Robert Boals (5 de diciembre de 1958) es un vocalista estadounidense de Heavy Metal, popular por haber pertenecido a la agrupación Yngwie Malmsteen. Siendo aún un niño, Mark aprendió a tocar el piano y el bajo. Pese a no haber recibido nunca clases de canto, Boals logró popularidad en su juventud tras ser el vocalista de algunas bandas de su ciudad. Boals es el fundador de la banda Ring of Fire, además de ser el vocalista de la banda danesa Royal Hunt y de la agrupación estadounidense Seven the Hardway. Además, ha tocado el bajo en Dokken.

## Discografía

### Solista
- Ignition (1998)
- Ring of Fire (2000)
- Edge of the World (2002)

### Yngwie Malmsteen
- Trilogy (1986)
- The Yngwie Malmsteen Collection (1991)
- Inspiration (1996)
- Alchemy (1999)
- War to End All Wars (2000)
- Anthology 1994-1999 (2000)

### Maestro Alex Gregory
- Paganini's Last Stand (1992)

### Billionaires Boys Club
- Something Wicked Comes (1993)

### Thread
- Thread (1996)

### Lana Lane
- Project Shangri-La (2002)

### Erik Norlander
- Music Machine (2003)

### Ring of Fire
- The Oracle (2001)
- Burning Live in Tokyo (2002)
- Dreamtower (2003)
- Lapse of Reality (2004)
- Battle of Leningrad (2014)

### Empire
- Hypnotica (2001)

### Genius: A Rock Opera
- Part 1: A Human into Dreams' World (2002)
- Part 2: In Search of the Little Prince (2004)

### Takayoshi Ohmura
- Nowhere To Go (2004)

- "Angels in the Dark (2020)

### Lars Eric Mattsson
- War (2005)

### Indigo Dying
- Indigo Dying (2007)

### The Codex
- The Codex (2007)

### Royal Hunt
- Collision Course... Paradox 2 (2008)
- X (2010)

### Uli Jon Roth
- Under A Dark Sky (2008)

### Vindictiv
- Ground Zero (2009)
- World Of Fear" (2015)

### Wolf
- Ravenous (2009)

### Seven the Hardway
- Seven The Hardway (2010)

### Jayce Landberg
- Good Sleepless Night (2010)

### Holy Force
- Holy Force (2011)

### Bogusław Balcerak's Crylord
- Blood Of The Prophets (2011)

### Kuni
- Rock (2011)

### Lyraka
- Lyraka Volume 2 (2012)

### Joshua Perahia
- Resurrection (2012)

### Magnus Karlsson
- Free Fall (2013)

### RavenBlack Project
- Breaking Through the Mist (2013)

### Thunder Rising
- Thunder Rising (2013)

### Marius Danielsen
- Legend of Valley Doom (2013)

### Vivaldi Metal Project
- The Four Seasons (2016)

### Tributos
- Dragon Attack: A Tribute to Queen (1997)
- We Will Rock You: A Tribute to Queen (2000)
- Warmth In The Wilderness: A Tribute To Jason Becker (2001)
- 24/7/365: A Tribute To Led Zeppelin (2007)